# معلم جغرافي

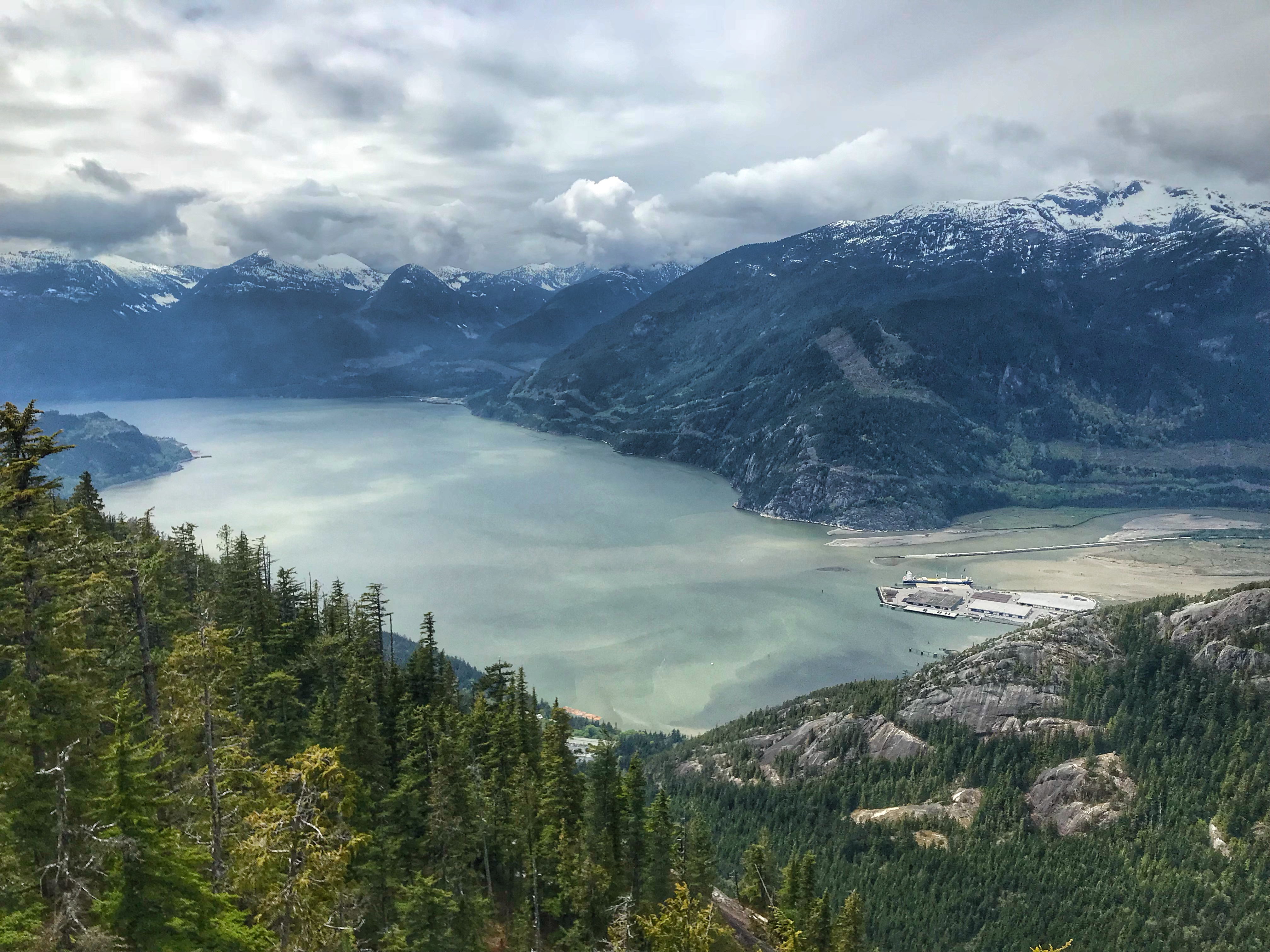

المعالم الجغرافية هي بمثابة مكونات الأرض. كما أن هناك نوعين من المعالم الجغرافية، المعالم الجغرافية الطبيعية والمعالم الجغرافية المصطنعة. وتشمل المعالم الجغرافية الطبيعية على سبيل المثال لا الحصر التضاريس والنظم الإيكولوجية. فعلى سبيل المثال، أنواع التضاريس، والمسطحات المائية، والوحدات الطبيعية (التي تتكون من جميع النباتات، والحيوانات، والكائنات الحية الدقيقة في منطقة تعمل جنبًا إلى جنب مع جميع عوامل البيئة الفيزيائية غير الحية) هي معالم جغرافية طبيعية. وفي الوقت نفسه، تعد المستوطنات البشرية، والمباني الهندسية، وغيرها أنواعًا من المعالم الجغرافية المصطنعة.

## المعالم الجغرافية الطبيعية

### النظم الإيكولوجية
«النظام الإيكولوجي يُعرف بأنه أية وحدة تشمل جميع الكائنات الحية (بمعنى:» المجتمع«) في منطقة معينة بحيث يؤدي تدفق الطاقة بشكل واضح إلى تحديد الهيكل الغذائي، والتنوع الإحيائي، ودورات المواد (بمعنى: تبادل المواد بين الأجزاء الحية وغير الحية) داخل النظام.» وتشارك الكائنات الحية باستمرار في مجموعة من العلاقات مع كل العناصر الأخرى المكونة للبيئة التي تتواجد بها، و"ecosystem" كما تصف أي حالة يكون فيها علاقة بين الكائنات الحية وبيئتها. إن وجودها هو ما يجعل منها معالم جغرافية
المجال الحيوي البيئي هو منطقة جغرافية محددة من البيئات الجماعية المماثلة من الناحية الإيكولوجية من النباتات، والحيوانات، وكائنات التربة الحية، غالبًا ما يُشار إليها بالنظم الإيكولوجية. وتُعرّف المجالات الحيوية البيئة على أساس عوامل معينة مثل الأشكال النباتية (كالأشجار، والشجيرات، والأعشاب)، وأنواع الأوراق (مثل الأوراق العريضة والأوراق الرفيعة)، والفراغات بين النباتات (الغابات، والأحراج، والسافانا)، والمناخ. وعلى النقيض من الممالك البيئية، لا يتم تحديد المجالات البيئية الحيوية عن طريق أوجه الشبه الجينية، أو التصنيفية، أو التاريخية. وكثيرًا ما يتم تحديد المجالات البيئية الحيوية من خلال أنماط معينة من التعاقب الإيكولوجي والغطاء النباتي الكثيف. ويتواجد النظام الإيكولوجي أيضًا حيث تعيش الحيوانات في المجالات الحيوية البيئية (المحيط، والصحاري، والأراضي العشبية، وغيرها)

### التكونات الأرضية
يتألف التكون الأرضي من الوحدات الجيومورفولوجية، ويتم تحديده إلى حد كبير بواسطة شكل سطحه وموقعه على الأرض، كجزء من التضاريس وبالتالي، يكون عنصرًا نموذجيًا من عناصر الطبوغرافيا. يتم تصنيف التكوينات الأرضية من خلال المعالم المختلفة كالارتفاع، والانحدار، والاتجاه، وطبقة أرضية، وانكشاف الصخور، ونوع التربة. وتشمل الحوائط الترابية، والتلال، والأكوام، والجروف، والأودية، والأنهار والعديد من العناصر الأخرى. وتقع المحيطات والقارات في أعلى مراتب التكوينات الأرضية.
والمسطح المائي أي تراكم كبير من الماء، يغطي في الغالب مساحة من الأرض. ويشير مصطلح المسطح المائي في أغلب الأحيان إلى تراكمات المياه الكبيرة، مثل المحيطات، والبحار، والبحيرات، ولكن قد يتضمن أيضًا المجمعات المائية الأصغر مثل البرك، أو المستنقعات أو الأراضي الرطبة. والأنهار، والجداول المائية، والقنوات، والمعالم الجغرافية الأخرى التي يتنقل فيها الماء من مكان إلى آخر لا يتم اعتبارها دائمًا «كمسطحات مائية»، ولكن يتم تضمينها هنا كتشكيلات جغرافية تتميز بوجود مياه بها.

## المعالم الجغرافية الصناعية

### المستوطنات
المستوطنة هي جماعة مشتركة دائمة أو مؤقتة يعيش بها الناس. ويمكن أن تتراوح المستوطنة في حجمها بين عدد صغير من المنازل المجتمعة معًا وبين المدن الكبرى التي يحيط بها مناطق حضرية. تضم مجموعة مستوطنات القرون الوسطى البحثية (منظمة بريطانية) كجزء من المستوطنة، معالم مصاحبة مثل الطرق، والمرافق، والنظم الميدانية، والمصارف الحدودية، والخنادق، والبرك، والحدائق، والغابات، والمطاحن، ومنازل أصحاب الضياع، والخنادق المائية والكنائس.

### البنايات الهندسية
المعالم الجغرافية الهندسية مثل الطرق السريعة، والجسور، والمطارات، والسكك الحديدية، والمباني، والسدود، والخزانات المائية، التي تعد جزءًا من البيئة البشرية لأنها من صنع الإنسان، هي من المعالم الجغرافية الاصطناعية.

## معالم رسم الخرائط
معالم رسم الخرائط هي نوع من المعالم الجغرافية المجردة - تظهر على الخرائط ولكن ليست على وجه الأرض نفسها، على الرغم من أنها تقع بالفعل على الكوكب. على سبيل المثال، يمكنك أن ترى خط الاستواء على الخرائط، ولكن إذا كنت تقف بالفعل على خط الاستواء فإنك لا تتمكن من رؤيته، ذلك لأنه خط نظري تمامًا يُستخدم كمرجع، ولأغراض الملاحة، والقياس.